# Zefir

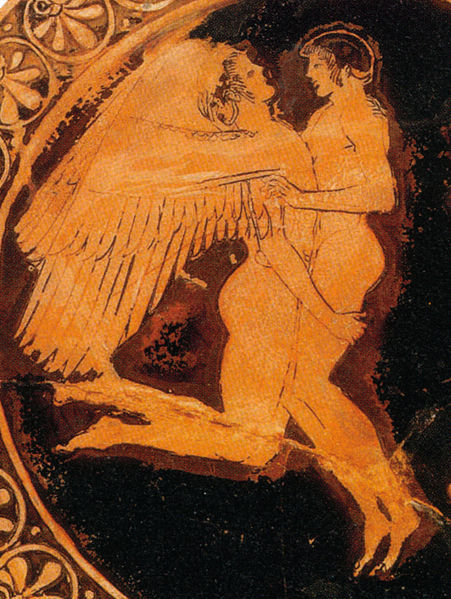
Zefir i Hiacynt, malowidło na attyckim kyliksie czerwonofigurowym, V wiek p.n.e., Museum of Fine Arts w Bostonie

Zefir (gr. Ζέφυρος Zéphyros, łac. Zephyrus ‘wiatr zachodni’, Favonius ‘wiatr zachodni’) – w mitologii greckiej bóg i uosobienie wiatru zachodniego, utożsamiany z rzymskim Fawoniuszem.

## Opis
Uosabiał łagodny, ciepły, wilgotny wiatr, wiejący z zachodu. Wiosną budził do życia przyrodę, a upalnym latem przynosił orzeźwiające ochłodzenie. W starożytnej Grecji jego imieniem oznaczano jedną ze stron świata – zachód.
Uchodził za syna tytana Astrajosa i tytanidy Eos oraz za brata Fosforosa (Hesperosa; personifikacji planety Wenus), niektórych gwiazd (personifikacji gwiazd), Boreasza, Eurosa, Notosa, przypuszczalnie także Apeliotesa, Kajkiasa, Lipsa, Skirona (personifikacji wiatrów). Ze swoją żoną, nimfą Chloris, spłodził syna Karposa (gr., ‘owoc’), a z harpią Podarge – Ksantosa (Płowy) i Baliosa (Srokacz) – nieśmiertelne i szybkie jak wiatr konie Achillesa. Według jednej z wersji miał z boginią Iris (uchodziła za jego kochankę lub żonę) syna Erosa albo Potosa.
Przyczynił się do śmierci Hiacynta (Hiakintos), pięknego młodzieńca. Rywalizował o jego względy z bogiem Apollinem.
Przeniósł piękną Psyche do siedziby boga Erosa.
Jego kult był rozpowszechniony wśród żeglarzy i rolników. Składano mu w ofierze czarnego barana i koguta.
W sztuce przedstawiany jest zwykle jako młody mężczyzna z wielkimi skrzydłami u ramion, lekko ubrany (lub nagi), z kwiatami, najczęściej w towarzystwie nimfy Chloris.
Wyobrażenie o bóstwie przejawia się w greckim malarstwie wazowym (malowidła wazowe z V wieku p.n.e. przedstawiające Zefira z Hiacyntem) i rzeźbie (fryz z I wieku p.n.e. z wizerunkami ośmiu skrzydlatych bogów wiatrów, zdobiący Wieżę Wiatrów w Atenach), w rzymskim malarstwie pompejańskim (malowidła w Casa del Naviglio).
Od Zefira pochodzi nazwa łagodnego i ciepłego wiatru – zefir (zefirek).